# Роцен, Ян Петрович
Ян (Иван) Петрович Роцен (1897—1937) — начальник регистрационно-статистического управления ГПУ при НКВД РСФСР.

## Биография
Родился в латышской семье, член ВКП(б). С 1918 начал работать в ВЧК.
Для оперативного учёта информации и изучения трофейных документов белых армий был организован Регистрационно-справочный отдел ВЧК; сведения на лиц стали заноситься в картотеки. С 21 ноября 1919 года отдел возглавлял Я. П. Роцен. Приказом ВЧК от 7 июня 1920 года Регистрационно-справочный отдел ВЧК был переименован в Регистрационно-статистический отдел ВЧК. Затем начальник регистрационно-статистического управления Государственного политического управления при НКВД РСФСР, на этой должности его впоследствии заменил А. М. Шанин. С 1922 на научной и партийной работе. Окончил физико-математический факультет МГУ в 1927 и Институт Красной профессуры в 1930. Старший научный сотрудник Института философии АН СССР. Доцент и заведующий кафедрой истории и философии естествознания МГУ с 1928 по 1930, при этом с 30 марта по 16 августа 1930 являлся деканом физико-математического факультета МГУ. Заведующий межфакультетской кафедрой истории и философии естествознания с 1933 по 1937. В дальнейшем работал помощником заведующего отделом печати и издательства ЦК ВКП(б).
Арестован 23 марта 1937. Осуждён 16 июня 1937 Военной коллегией Верховного Суда СССР к ВМН по обвинению в участии в антисоветской террористической организации. Расстрелян на следующий день, 17 июня 1937. Похоронен в Москве на Донском кладбище. Реабилитирован посмертно 1 сентября 1956 Военной коллегией Верховного Суда СССР.

### Научная деятельность
Специалист по философским проблемам истории химии XVII—XVIII веков. Область научных интересов: история химии от древности до XIX века. Читал курсы «Диалектический материализм», «История и философия химии».

### Адрес
Москва, Большой Николоворобинский переулок, дом 12, квартира 9.